# مرغ بهشتی والا
مرغ بهشتی والا (نام علمی: Lophorina superba) نام یک گونه از تیره مرغ بهشتی است.